# 뜨득 (연호)
뜨득(베트남어: Tự Ðức / 嗣德 사덕 / 1848년 ~ 1883년)은 베트남 응우옌 왕조(阮朝) 뜨득 황제(嗣德帝) 응우옌 푹 티(阮福時)의 연호이다. 죽득 황제(育德帝)와 히엡호아 황제(協和帝) 재위 시기에도 사용하였다.

## 개원
- 티에우찌(紹治) 7년 10월 3일[1](그레고리력 1847년 11월 10일)에 연호를 뜨득(嗣德)으로 정하고, 다음 해 1월 1일[2](그레고리력 1848년 2월 5일)에 개원함.[3][4][5]

- 뜨득(嗣德) 36년 11월 3일[6](그레고리력 1883년 12월 2일)에 연호를 끼엔푹(建福)으로 정하고, 다음 해 1월 1일[7](그레고리력 1884년 1월 28일)에 개원함.[8][9][5]

## 연대 대조표
| 뜨득 | 서기 (西紀) | 간지 (干支) | 청나라 연호     | 일본 연호                    |
| 원년 | 1848년      | 무신 (戊申) | 도광(道光) 28년 | 가에이(嘉永) 원년            |
| 2년  | 1849년      | 기유 (己酉) | 도광 29년       | 가에이 2년                   |
| 3년  | 1850년      | 경술 (庚戌) | 도광 30년       | 가에이 3년                   |
| 4년  | 1851년      | 신해 (辛亥) | 함풍(咸豊) 원년 | 가에이 4년                   |
| 5년  | 1852년      | 임자 (壬子) | 함풍 2년        | 가에이 5년                   |
| 6년  | 1853년      | 계축 (癸丑) | 함풍 3년        | 가에이 6년                   |
| 7년  | 1854년      | 갑인 (甲寅) | 함풍 4년        | 가에이 7년 안세이(安政) 원년 |
| 8년  | 1855년      | 을묘 (乙卯) | 함풍 5년        | 안세이 2년                   |
| 9년  | 1856년      | 병진 (丙辰) | 함풍 6년        | 안세이 3년                   |
| 10년 | 1857년      | 정사 (丁巳) | 함풍 7년        | 안세이 4년                   |
| 뜨득 | 서기 (西紀) | 간지 (干支) | 청나라 연호     | 일본 연호                    |
| 11년 | 1858년      | 무오 (戊午) | 함풍(咸豊) 8년  | 안세이(安政) 5년             |
| 12년 | 1859년      | 기미 (己未) | 함풍 9년        | 안세이 6년                   |
| 13년 | 1860년      | 경신 (庚申) | 함풍 10년       | 안세이 7년 만엔(萬延󠄂) 원년   |
| 14년 | 1861년      | 신유 (辛酉) | 함풍 11년       | 만엔 2년 분큐(文󠄁久) 원년     |
| 15년 | 1862년      | 임술 (壬戌) | 동치(同治) 원년 | 분큐 2년                     |
| 16년 | 1863년      | 계해 (癸亥) | 동치 2년        | 분큐 3년                     |
| 17년 | 1864년      | 갑자 (甲子) | 동치 3년        | 분큐 4년 겐지(元治) 원년     |
| 18년 | 1865년      | 을축 (乙丑) | 동치 4년        | 겐지 2년 게이오(慶應) 원년   |
| 19년 | 1866년      | 병인 (丙寅) | 동치 5년        | 게이오 2년                   |
| 20년 | 1867년      | 정묘 (丁卯) | 동치 6년        | 게이오 3년                   |
| 뜨득 | 서기 (西紀) | 간지 (干支) | 청나라 연호     | 일본 연호                    |
| 21년 | 1868년      | 무진 (戊辰) | 동치(同治) 7년  | 게이오 4년 메이지(明治) 원년 |
| 22년 | 1869년      | 기사 (己巳) | 동치 8년        | 메이지 2년                   |
| 23년 | 1870년      | 경오 (庚午) | 동치 9년        | 메이지 3년                   |
| 24년 | 1871년      | 신미 (辛未) | 동치 10년       | 메이지 4년                   |
| 25년 | 1872년      | 임신 (壬申) | 동치 11년       | 메이지 5년                   |
| 26년 | 1873년      | 계유 (癸酉) | 동치 12년       | 메이지 6년                   |
| 27년 | 1874년      | 갑술 (甲戌) | 동치 13년       | 메이지 7년                   |
| 28년 | 1875년      | 을해 (乙亥) | 광서(光緖) 원년 | 메이지 8년                   |
| 29년 | 1876년      | 병자 (丙子) | 광서 2년        | 메이지 9년                   |
| 30년 | 1877년      | 정축 (丁丑) | 광서 3년        | 메이지 10년                  |
| 뜨득 | 서기 (西紀) | 간지 (干支) | 청나라 연호     | 일본 연호                    |
| 31년 | 1878년      | 무인 (戊寅) | 광서(光緖) 4년  | 메이지(明治) 11년            |
| 32년 | 1879년      | 기묘 (己卯) | 광서 5년        | 메이지 12년                  |
| 33년 | 1880년      | 경진 (庚辰) | 광서 6년        | 메이지 13년                  |
| 34년 | 1881년      | 신사 (辛巳) | 광서 7년        | 메이지 14년                  |
| 35년 | 1882년      | 임오 (壬午) | 광서 8년        | 메이지 15년                  |
| 36년 | 1883년      | 계미 (癸未) | 광서 9년        | 메이지 16년                  |

## 동시대 연호

### 중국
청(淸)
- 도광(道光) (1821년 ~ 1850년)
- 함풍(咸豊) (1851년 ~ 1861년)
- 동치(同治) (1862년 ~ 1874년)
- 광서(光緖) (1875년 ~ 1908년)

태평천국(太平天囯)
- 태평천국(太平天囯) (1851년 ~ 1864년)

대성국(大成國)
- 홍덕(洪德) (1855년 ~ 1864년)

기타
- 팽운홍(彭運洪) 홍순(洪順) (1852년)
- 임공(林恭) 천덕(天德) (1853년)
- 황덕미(黃德美) 천덕(天德) (1853년)
- 임만청(林萬靑) 천덕(天德) (1853년)
- 유여천(劉麗川) 천운(天運) (1853년)
- 양용희(楊龍喜) 강한(江漢) (1854년 ~ 1855년)
- 이영화(李永和) 순천(順天) (1859년 ~ 1862년)
- 주명월(朱明月) 강한(江漢) (1859년 ~ 1864년)
- 주명월(朱明月) 사통(嗣統) (1864년 ~ 1868년)
- 송계붕(宋繼鵬) 천종(天縱) (1860년 ~ 1863년)

### 일본
- 고카(弘化) (1844년 ~ 1848년)
- 가에이(嘉永) (1848년 ~ 1854년)
- 안세이(安政) (1854년 ~ 1860년)
- 만엔(萬延) (1860년 ~ 1861년)
- 분큐(文久) (1861년 ~ 1864년)
- 겐지(元治) (1864년 ~ 1865년)
- 게이오(慶應) (1865년 ~ 1868년)
- 메이지(明治) (1868년 ~ 1912년)

### 란방공화국
- 난방(蘭芳) (1777년 ~ 1884년)

## 같이 보기
- 베트남의 연호